# Jacques Callot
Vous lisez un « bon article » labellisé en 2008.
Pour les articles homonymes, voir Jacques Callot (sculpteur) et Callot.
Jacques Callot, né à Nancy en 1592 et mort à Nancy le 24 mars 1635, est un dessinateur et graveur lorrain, dont l'œuvre la plus connue aujourd'hui est une série de dix-huit eaux-fortes intitulée Les Grandes Misères de la guerre (ou les Misères et les malheurs de la guerre), évoquant les ravages de la guerre de Trente Ans qui se déroulait alors en Europe.
Il est considéré comme l'un des maîtres de l'eau-forte. Son style se caractérise par la netteté du trait et la profondeur de l'encrage, qui permettent de conserver une parfaite lisibilité à ses eaux-fortes, malgré le fréquent foisonnement des scènes et des personnages, sur des gravures de surface souvent restreinte.
On doit à Callot plusieurs innovations qui permirent le plein développement de cet art, en particulier l'utilisation du « vernis dur ». C'est Abraham Bosse qui diffusa ces innovations, en publiant en 1645 le premier traité sur la gravure des eaux-fortes, qui sera largement traduit en Europe.

## Biographie
Jacques Callot est né en 1592 dans une famille lorraine récemment anoblie. Ses parents étaient Jean Callot, issu d'une famille originaire de Bourgogne, gentilhomme, premier héraut d'armes de Lorraine, et Renée Brunebault, son épouse, qui eurent huit enfants, six garçons et deux filles. Jacques Callot était le second des six fils.
Son grand-père paternel, Claude, avait épousé une petite-nièce de Jeanne d'Arc, et avait été anobli par le duc Charles III de Lorraine, par lettres de noblesse datées du 30 juillet 1584, pour « services fidelz et aggréables que par l'espace de vingt deux ans et plus Il nous a faict », et dit André Félibien, en particulier « pour une occasion où il donna des marques de sa fidélité et de son courage ».

### Une vocation précoce

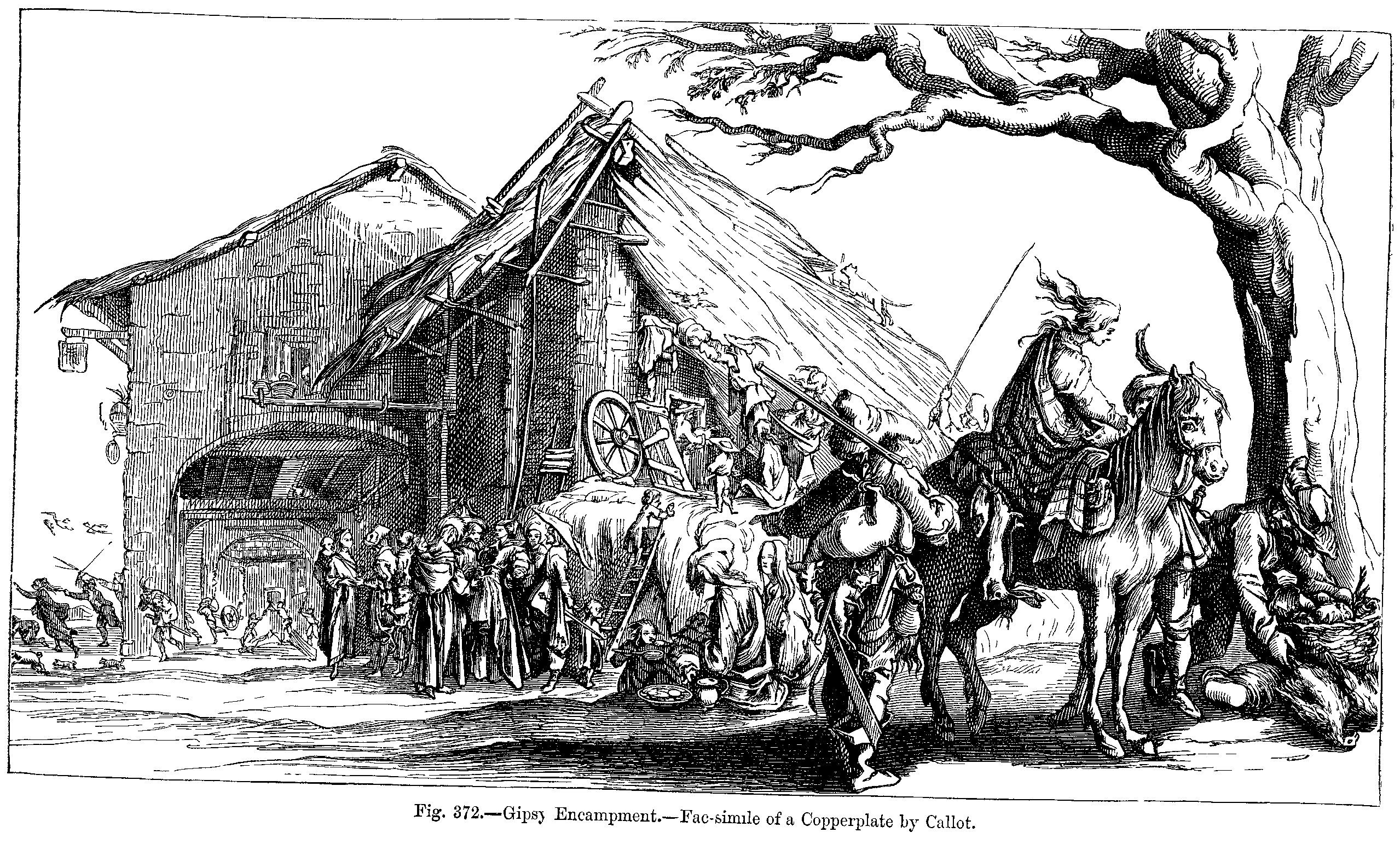
Jacques Callot : Les Bohémiens - La halte (facsimilé)

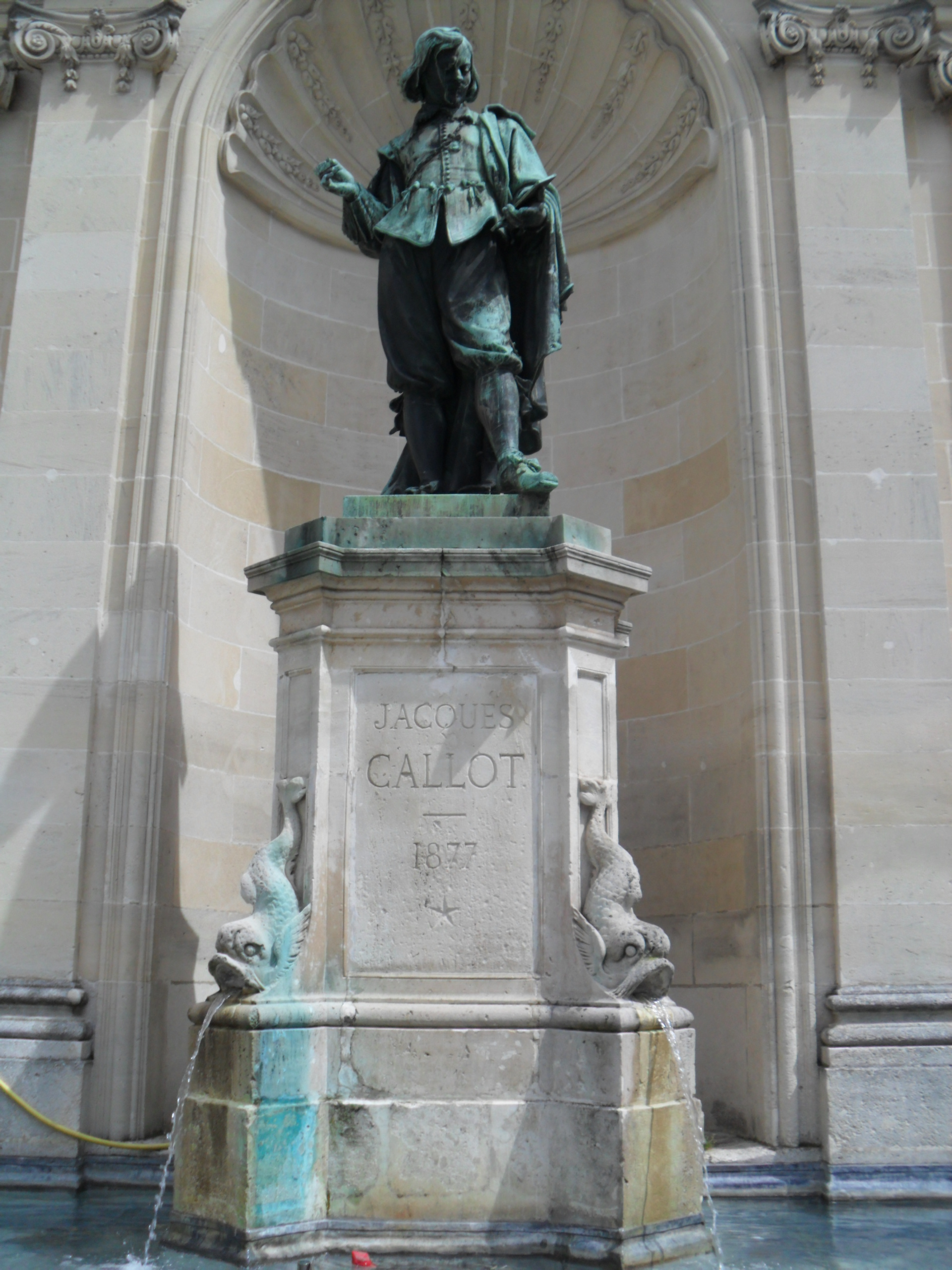
Statue de Jacques Callot à Nancy.

La passion de Callot pour le dessin est très précoce, nourrie par la fréquentation des artistes locaux : Jacques Bellange, auréolé de gloire par son séjour en Italie, Demenge Croq, l'orfèvre et graveur chez qui il sera plus tard apprenti, et surtout, le père de son ami Israël Henriet, qui donne à son fils des cours de dessin dont Callot bénéficie sans doute également.
Arsène Houssaye imagine le jeune Callot, âgé d'à peine douze ans, dessinant déjà tout ce que lui inspiraient les rues de Nancy : soldats fanfarons, mendiants, pèlerins, saltimbanques, montreurs d'ours, Gilles, pierrots et autres figures bouffonnes...
Entraîné vers les arts par une passion que sa famille contrarie, il s'échappe, pour la satisfaire, de la maison paternelle, avec comme objectif de rejoindre Rome, sans doute encouragé à sauter le pas par les lettres que lui adresse Israël Henriet, plus âgé que lui de quelques années, depuis cette ville où il est alors parti étudier l'art.
Selon l'historien André Félibien, il s'enfuit de chez lui une première fois, à peine âgé de douze ans, pour gagner Rome à pied, en se joignant à une troupe de Bohémiens, qu'il accompagne jusqu'à Florence. Le souvenir de cet épisode a peut-être été à l'origine de la petite suite de quatre planches, Les Bohémiens, qu'il gravera en 1623-1624. À Florence, il rencontre le graveur Remigio Cantagallina, chez qui il aurait travaillé très brièvement, avant que de continuer son chemin vers Rome. Arrivé finalement à Rome, il est reconnu par des marchands nancéiens amis de sa famille, qui le reconduisent à Nancy. Son père l'oblige à reprendre ses études.
À quatorze ans, toujours selon Félibien, « comme il n'avoit nulle inclination aux Lettres », il fait à nouveau une fugue vers l'Italie. Là, il est retrouvé à Turin par son frère aîné Jean, qui le reconduit en Lorraine. Le doute est permis quant à l'exactitude de ces deux belles aventures, mais c'est en tout cas ainsi qu'elles furent rapportées de première main à Félibien, par des proches de Callot. Quoi qu'il en soit, après ces deux fugues et afin qu'il apprenne le métier d'orfèvre, il est mis en apprentissage par son père chez Demenge Croq, orfèvre-graveur et maître des monnaies du duc de Lorraine, dont il avait d'ailleurs déjà fréquenté bien souvent l'atelier. Le contrat, signé le 16 janvier 1607, prévoit que l'apprentissage de Jacques Callot dure quatre années consécutives. Bien qu'il réalise alors dans ce cadre ses premières gravures (notamment un portrait de Charles III de Lorraine), il abandonne cet apprentissage avant son terme.
Ce n'est que plus tard, à l'âge de seize ans, que son père accepte finalement de reconnaître la vocation de son fils, en l'envoyant étudier les techniques de la gravure en Italie. Jacques Callot s'y rend, en se joignant, dit-on, le 1er décembre 1608, à l'ambassade de Lorraine qui part au même moment pour Rome annoncer au Pape l'avènement d'Henri II au trône de Lorraine, à la suite du décès de Charles III.

### Apprenti à Rome
Il arrive sans doute au tout début de l'année 1609 à Rome, où il retrouve son ami Israël Henriet.
Après une possible première brève rencontre avec Antonio Tempesta, aquafortiste florentin fort admiré à Rome, il entre à l'atelier du graveur champenois Philippe Thomassin, chez qui il apprend l'art de la gravure au burin. Les premiers travaux que son maître lui confie sont des copies, ce qui constitue une bonne formation. C'est pendant cette période qu'il travaille sur la série des douze Mois et sur les Saisons, et qu'il effectue bon nombre de copies d'œuvres religieuses.
Vers la fin de 1611, il quitte Rome pour Florence, où la réputation de l'ingénieur-architecte-graveur Giulio Parigi l'attire.

### Artiste reconnu à Florence
À la fin de 1611 ou au tout début de 1612, il arrive à Florence, où les Médicis protègent et encouragent les artistes et les savants (dont Galilée). Après avoir été agréé par Cosme II de Médicis, il entre dans l'atelier de Giulio Parigi.
On prépare alors à Florence la publication d'une pompe funèbre de la reine d'Espagne, Marie-Marguerite d'Autriche, femme de Philippe III d'Espagne, morte à la fin de l'année 1611. Dans ce cadre, Cosme II de Médicis, son beau-frère, confie à Tempesta, l'aquafortiste, la réalisation des 29 planches qui doivent composer l'œuvre. Surchargé par la commande, Tempesta confie alors à Callot la gravure de 15 de ces dessins, lui permettant ainsi pour la première fois de travailler à l'eau-forte,.
À l'automne 1614, il s'installe au Palais des Offices, où il est admis officiellement comme graveur; c'est alors le début d'une intense activité.
Il passe encore deux ans chez Giulio Parigi à dessiner ou à graver différentes œuvres. En 1615, ce dernier se voit chargé par Cosme II de Médicis d'organiser des fêtes en l'honneur du prince d'Urbino. Giulio Parigi demanda alors à Callot de graver un certain nombre de grandes eaux-fortes pour conserver le souvenir de ces fêtes somptueuses. C'est pour Callot l'occasion de développer son talent : sa carrière est dès lors véritablement lancée, et se poursuit avec la réalisation des Caprices.
Probablement vers 1616 ou 1617, il a l'idée d'utiliser le vernis dur des luthiers florentins pour protéger le cuivre des planches, ce qui va totalement changer les possibilités de l'eau-forte par rapport au vernis mol utilisé jusque-là. En février 1617, à l'occasion des noces de Jeanne d'Autriche avec l'héritier Médicis, l'artiste lorrain grave les tableaux scéniques de l'académie du dessin florentine.
C'est à la fin de son séjour à Florence, après de nombreux succès, qu'il réalise l'une de ses eaux-fortes les plus grandes et les plus connues, La Foire de l'Impruneta.

### Retour en Lorraine
En 1621, à la mort du grand-duc Cosme II de Médicis, il répond au désir de Charles de Lorraine de le voir revenir dans son pays, et rentre en Lorraine, où il reçoit un accueil flatteur. Après une douzaine d'années passées en Italie, c'est désormais ici qu'il vivra, ne quittant plus son pays que pour des voyages n'excédant guère six mois ou un an.
Il donne alors libre cours à son talent créatif : il édite les séries pittoresques fondées sur ses souvenirs d'Italie que sont Les Balli et Les Gobbi, ainsi que la série Les Gueux. Dès cette période, il travaille sur l'immense série de planches (490 au total) que constitue le Livre des Saints, et qui ne seront publiées qu'après sa mort.
C'est aussi de cette période que date sa petite suite Les Bohémiens, ainsi que La Foire de Gondreville, pendant français de La Foire de l'Impruneta. Il travaille aussi longuement à cette époque sur la gravure des Supplices, où s'exprimera sa virtuosité.
En novembre ou décembre 1623, il épouse Catherine Kuttinger, fille de l'échevin en justice de la petite ville lorraine de Marsal, et avec qui il n'aura pas d'enfant.

### Bref séjour aux Pays-Bas

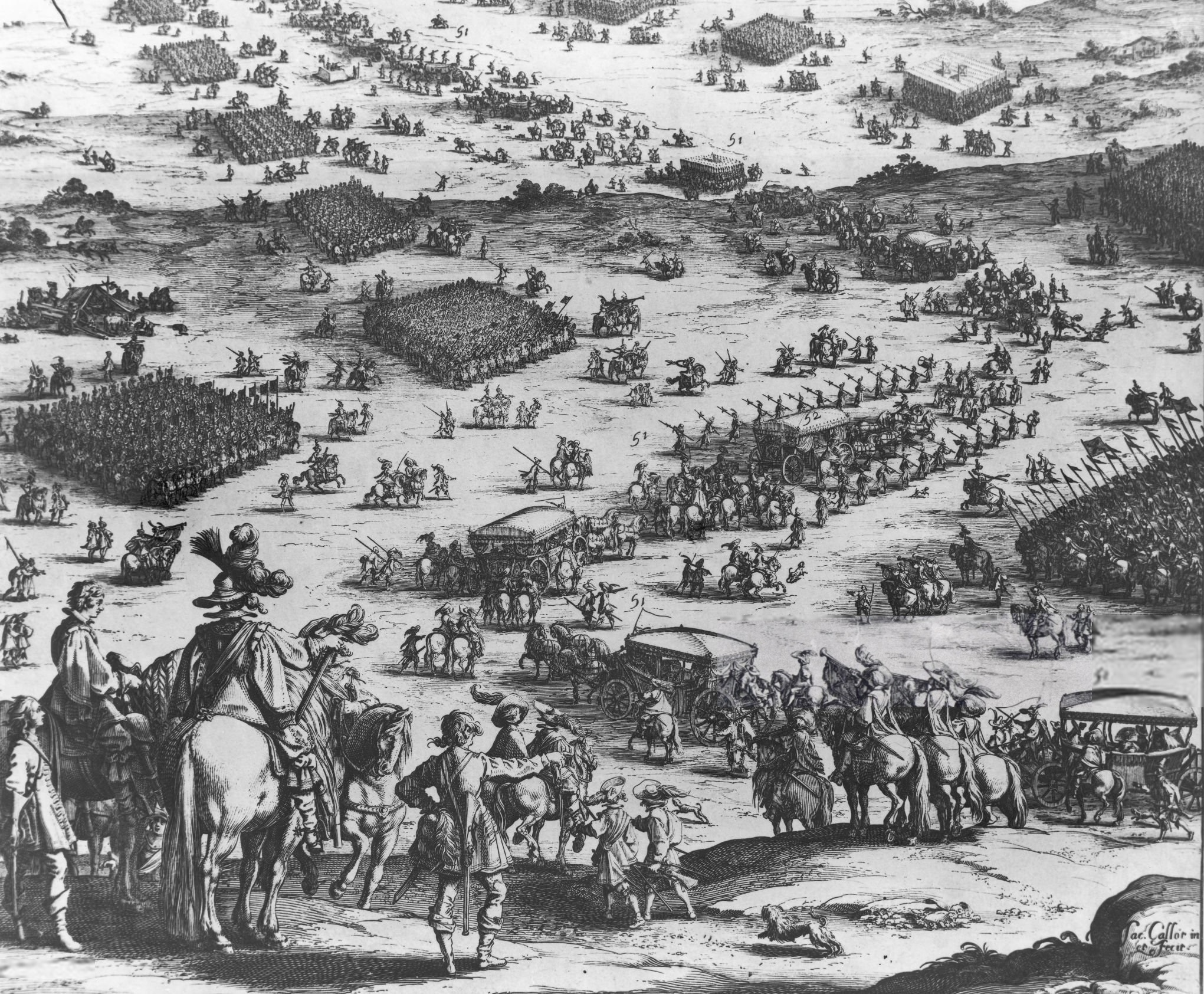
Jacques Callot : une planche du Siège de Bréda

En 1625, il reçoit une importante commande de l'infante Isabelle-Claire-Eugénie, fille de Philippe II d'Espagne, et gouvernante des Pays-Bas : celle-ci souhaite en effet qu'il immortalise le siège de Bréda, à la suite de la reddition de la ville, après le siège de près d'un an mené par le marquis de Spinola.
Probablement au mois d'octobre 1625, selon Édouard Meaume, Jacques Callot se rend à Bruxelles à la demande de l'infante, et recueille sur place les informations nécessaires sur la disposition des lieux et des positions, de manière à exécuter la commande reçue.
Pendant son séjour aux Pays-Bas, il rencontre Antoine Van Dyck, qui fait son portrait, à Bruxelles ou à Anvers.
C'est sans doute également pendant ce séjour aux Pays-Bas que Callot dessine les deux vues qu'il grave de Bruxelles. Il rentre probablement en Lorraine dès 1626, et c'est à Nancy qu'il grave les planches du Siège de Bréda, qui seront éditées en 1628.

### Voyage à Paris, puis retour en Lorraine
Les six planches du siège de Breda exécutées pour le compte de l'infante Isabelle connaissent un grand succès, ce qui vaut à Callot d'être approché par la maison du Roi de France après la fin du siège de La Rochelle en 1628.
Il vient alors à Paris, dans les premiers mois de l'année 1629, et il est décidé de lui confier non seulement la commande de six planches représentant le siège de La Rochelle, mais aussi six autres planches sur l'attaque du fort de Saint-Martin de l'île de Ré, à exécuter dans le style du Siège de Breda.

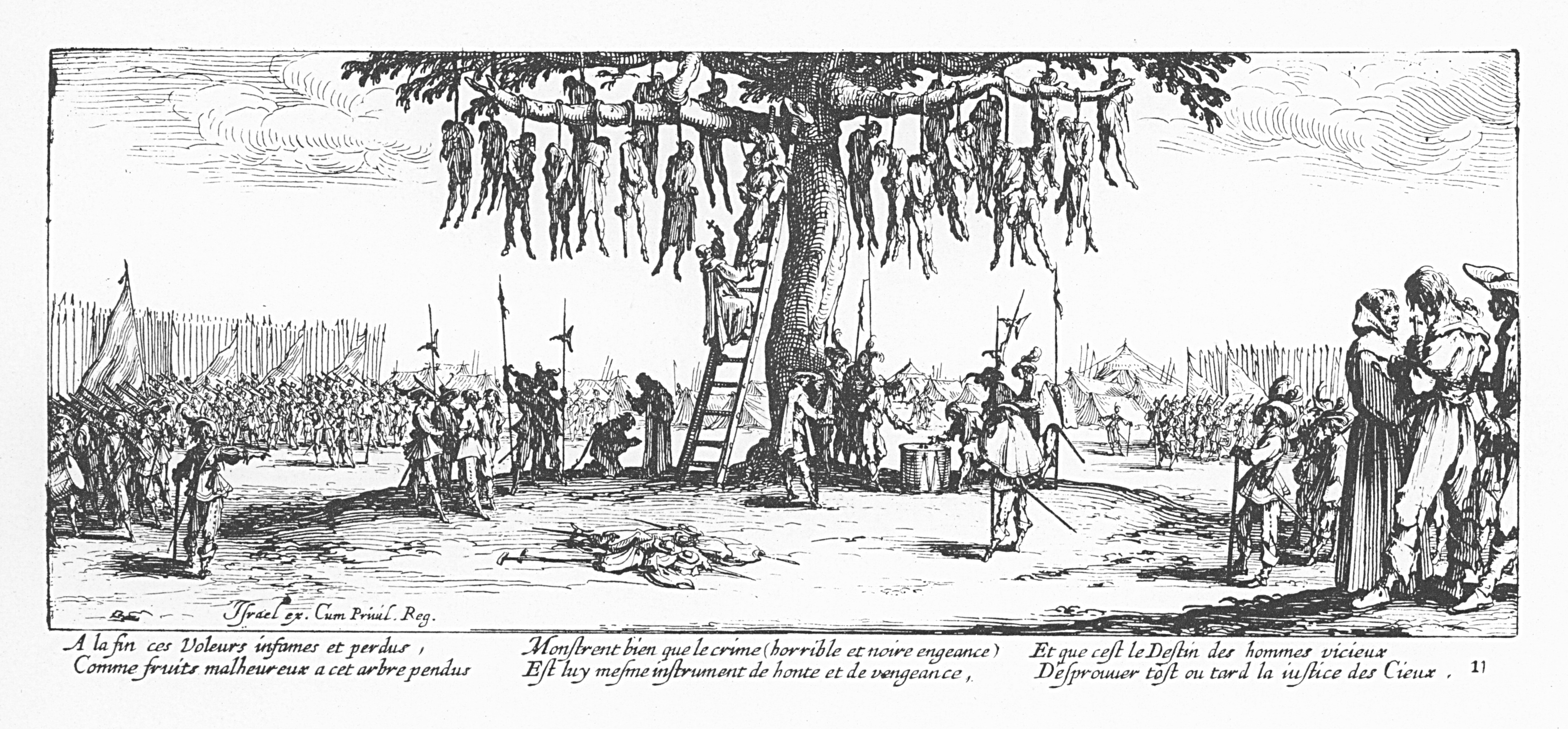
Jacques Callot : Les Grandes Misères de la guerre - L'arbre aux pendus (1633)
À la fin ces voleurs infâmes et perdus
Comme fruits malheureux à cet arbre pendus
Montrent bien que le crime horrible et noire engeance
Est lui-même instrument de honte et de vengeance
Et que c'est le destin des hommes vicieux
D'éprouver tôt ou tard la justice des cieux.

Il grave ces douze planches à Paris, où il ne séjourne guère plus d'un an, semble-t-il, quittant la capitale française avant même l'édition des planches des deux Sièges commandés.
Lors de ce séjour à Paris, il retrouve son ami Henriet, devenu éditeur ; il décide alors de lui confier l'édition de ses futures planches.
Il regagne Nancy en 1630. Après la prise de Nancy, sa patrie, par Louis XIII, le 25 septembre 1633, il refuse de consacrer par son art le souvenir de cette conquête, ajoutant ensuite : « Je me couperais plutôt le pouce ! ». Lorsqu'on lui rapporte ce refus, Louis XIII déclare simplement : « Monsieur de Lorraine est bien heureux d'avoir des sujets si fidèles et affectionnés. », et offre même une pension de mille écus à Callot pour l'attirer en France, et pour l'attacher à son service, ce que Callot refuse.
Loin de chanter les louanges du Roi de France, Jacques Callot publie alors son œuvre la plus connue, la suite Les Grandes Misères de la Guerre (ou les Misères et les malheurs de la guerre). Un exemplaire de cette suite est présent dans les collections du Château-Musée de Nemours. Plus tard, alors qu'il s'apprête à quitter la Lorraine pour emmener sa famille en Italie, à Florence, le cancer de l'estomac dont il souffrait déjà depuis 1630 ou 1631  s'aggrave, et il décède en 1635, sans doute le 24 mars.

## Œuvres

### Principaux thèmes abordés

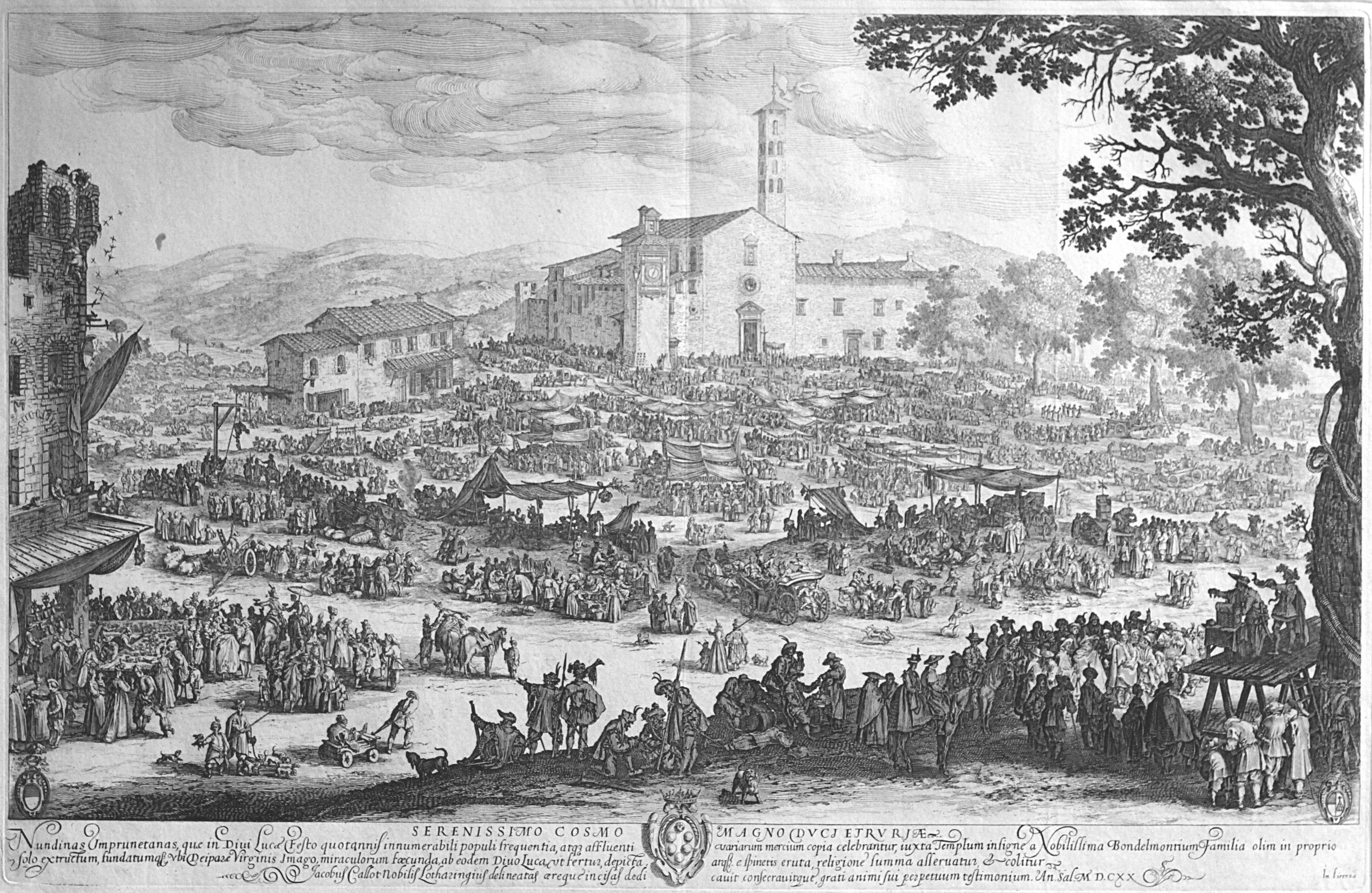
Foire de l’Impruneta, 1620 - Musée Lorrain

Son œuvre comprend entre 1400 à 1600 gravures, abordant des thèmes divers :
- sujets religieux, quantitativement une part très importante de son œuvre. Ils comprennent des sujets de l'Histoire sainte, des Passions, des scènes du Nouveau Testament, des miracles divers, Les Images de tous les Saints et Saintes, etc.
- œuvres historiques, portraits, scènes de guerre : les sièges, les portraits de Cosme II, de Louis XIII, Principaux Faits du règne du grand-duc Ferdinand Ier de Médicis, Les (petites et grandes) Misères de la guerre, des combats de galères florentines, des œuvres de circonstances (funérailles, généalogies...), etc.
- fêtes et foires : Foire de l'Impruneta, Foire de Gondreville, les fêtes à Florence...
- séries de personnages pittoresques : Les Balli, Les Gobbi, Les Gueux, Les Bohémiens...
- paysages : Les deux Grandes Vues de Paris, la Petite Vue de Paris (Marché d'esclaves), Les Quatre Paysages, Les Saisons, Les Mois...
- divers : Les Supplices, Les Caprices...

En novembre 2012, la BnF a numérisé et mis en ligne 900 œuvres de Callot, conservées à la Réserve.
Par ailleurs, il a exécuté de très nombreux dessins tout au long de sa vie, dont un grand nombre nous reste encore aujourd'hui : la Galerie des Offices à Florence en conserve par exemple trois cent trente (fonds Medicis), et le Louvre, cent soixante-dix. On ne connaît aucune peinture de Callot.

### Détail de quelques œuvres marquantes

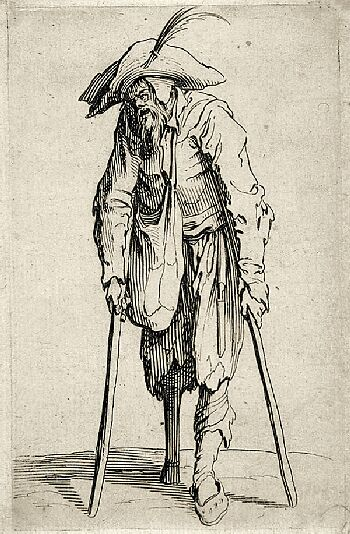
Jacques Callot : Les Gueux - Le Mendiant à la jambe de bois (1622)

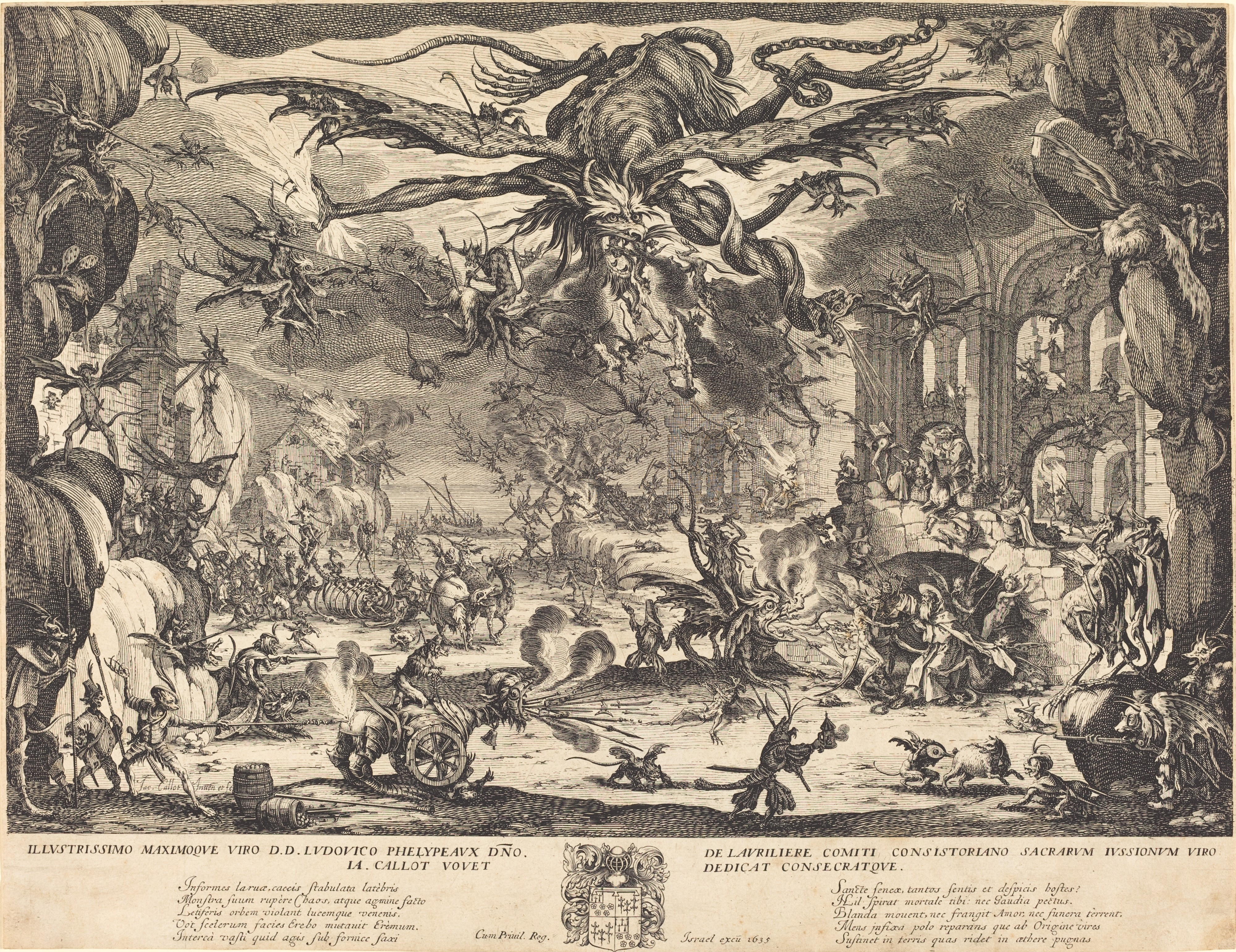
Jacques Callot : La Tentation de Saint-Antoine, 2e version, 1634

L'œuvre gravée de Callot est trop importante pour qu'on l'analyse ici en détail. Cependant, les œuvres présentées ci-dessous comptent parmi les plus connues de l'artiste.

#### Les chefs-d'œuvre de la période florentine
- 1612 : Pompe funèbre de la Reine d'Espagne. Il s'agit des 15 planches de 18 × 13 cm environ confiées à Callot par Tempesta, et qui furent ses premières eaux-fortes.
- 1615-1620 : Principaux faits du règne du grand-duc Ferdinand Ier de Medicis. C'est une série de seize planches (dont quinze au burin), qui marque le sommet de son œuvre de buriniste, mais aussi le moment où il va revenir définitivement à l'eau-forte, plus proche de sa sensibilité, et plus rapide à exécuter.
- 1617 : Les Caprices. Il s'agit d'une cinquantaine de planches, de 8 × 6 cm environ, que Callot, sur les conseils de son maître Parigi, dédia au frère du Grand Duc, Laurent de Médicis.
- 1618 : Le Massacre des Innocents. Il s'agit d'une planche de 13 × 10 cm environ, gravée deux fois par Callot, une première fois à Florence, puis une seconde fois à Nancy, car il n'avait sans doute plus la plaque à sa disposition.
- 1619 : La Grande Chasse. Il s'agit d'une eau-forte de 46 × 20 cm environ, particulièrement intéressante par l'étagement des différents plans, l'arrière plan ne luttant jamais avec les premiers plans, grâce à la morsure plus profonde du trait de ceux-ci.
- 1620 : La Foire de l'Impruneta. C'est le chef-d'œuvre de sa période florentine : une très grande eau-forte, de 67 × 42 cm environ, particulièrement notable par le nombre inusité de personnages (plus de mille, auxquels il faut ajouter, dit-on, 45 chevaux, 65 ânes, et 137 chiens)[45].
Il existe au sujet de cette planche une anecdote étonnante, selon laquelle, après avoir trempé la planche dans l'eau-forte et enlevé le vernis, Callot, mécontent de la présence de zones vides dans l'image, la compléta séance tenante, à main levée, et sans aucun dessin préparatoire[46].
- 1620-1622 : Les Balli (ou Balli di sfessania, du nom napolitain d'une danse populaire), série de 24 planches (dont la planche de titre) de 10 × 7 cm environ, et décrivant des personnages inspirés de la Commedia dell'arte.
- 1620-1622 : Les Gobbi, série de 21 planches (dont la planche de titre), de 9 × 6 cm environ, gravés sur la base de dessins réalisés à Florence en 1616, et inspirés des bossus que l'on choisissait pour distraire le grand-duc Cosme II de Medicis.

#### Le retour à Nancy
- 1622 : Les Gueux (ou Baroni). Callot est rentré à Nancy, où il grave cette série fort connue de 25 planches (dont la planche de titre), de 14 × 9 cm environ, représentant des personnages très vivants, qui démontrent pleinement les vertus de la « taille unique ».
- 1623-1624 : Les Bohémiens. Belle série de quatre eaux-fortes de 24 × 12 cm environ, où il est possible de voir le souvenir du voyage vers l'Italie de Callot, en compagnie d'une troupe de bohémiens.
- 1627 : Le Combat à la barrière. Série de 11 planches (dont une de titre), commémorant les fêtes données à Nancy en 1627 en l'honneur de la duchesse de Chevreuse[47]. Huit de ces planches font 24 × 15 cm, trois sont plus petites (dont le titre).

#### LesSièges, œuvres de commande royale
- 1628 : Le Siège de Breda. Série de six planches destinées à être assemblées, de 54 ou 65 cm (selon les planches) × 48 cm environ. Réalisée selon la commande passée en 1625 par l'infante Isabelle, fille de Philippe II, roi d'Espagne.
- 1629, date de la commande (édités en 1631) : Le Siège du fort de Saint-Martin dans l'île de Ré, ainsi que Le Siège de La Rochelle. Ces deux grandes œuvres ont fait l'objet de commandes de la maison du roi de France. Pour chacune de ces œuvres, il s'agit d'un ensemble de 6 planches (de 57 × 44 cm environ pour le Siège de l'Ile de Ré, de 56 × 45 cm environ, dans le cas du Siège de la Rochelle). Tout comme le Siège de Breda, il s'agit de planches destinées à être assemblées, et non regardées séparément.

#### Misères de la guerreet autres œuvres majeures

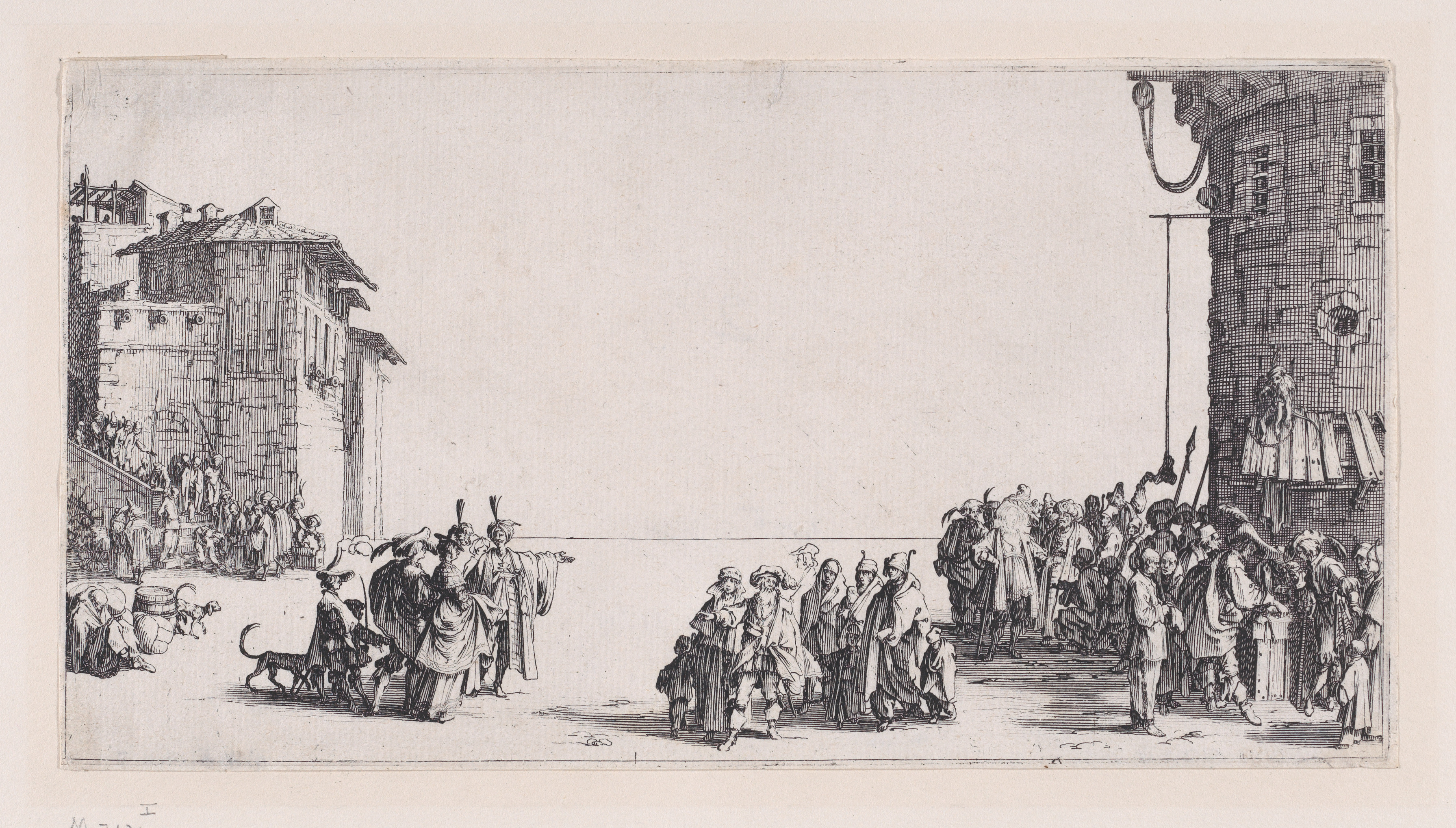
Jacques Callot.- Le Marché d'esclaves, Vers 1629,Metropolitan Museum of Art.

- 1629 : Le Passage de la mer Rouge, planche de 25 × 13 cm environ.
- 1629 (?) : Le Marché d'esclaves. Belle eau-forte, de 22 × 11 cm environ, décrivant un marché d'esclaves imaginaire sur fond de décor parisien. Le véritable titre de cette eau-forte étant en réalité La Petite Vue de Paris.
- 1631 : La Tour de Nesle : c'est une eau-forte de 34 × 17 cm environ, belle réussite par sa composition et l'étagement des différents plans. C'est l'une des deux Grandes Vues de Paris, dont le nom exact est Vue du Pont-Neuf, de la Tour, et de l'ancienne Porte de Nesle. L'autre grande vue de Paris, représentant le même endroit vu dans l'autre sens, se nomme Vue du Louvre.
- 1632 (édité en 1635) : Les Petites Misères de la guerre. Il s'agit de 7 planches (dont la planche de titre) de 11 × 5 cm environ.
- 1632 (édité en 1633) : Les Grandes Misères de la guerre (ou les Misères et les malheurs de la guerre). C'est une série de 18 planches (dont la planche de titre), de 18 × 8 cm environ, sans doute la plus connue de toute l'œuvre de Callot[48], qui démontre son talent et évoque pour nous la violence de la guerre de Trente Ans, qui sévissait alors en Europe[49].
- 1634 : Les Supplices. Planche de 22 × 11 cm environ, représentant six supplices (le bûcher, la roue, la potence, l'estrapade, la marque et la fustigation), une des œuvres les plus connues de Callot, intéressante par le grouillement des scènes et des personnages sur la planche.
- 1634 : La Tentation de Saint-Antoine. Dans cette eau-forte de 46 × 36 cm environ, Callot traite ce sujet pour la seconde fois[50], avec plus de maturité. La première version avait été faite à Florence, en 1617, et était donc une œuvre de jeunesse.
- 1636 (date de l'édition) : Les Images de tous les Saints et Saintes (« Le Livre des Saints »), immense série de 490 estampes sur 124 planches[51] (probablement commencée dès 1625 cependant, selon Félibien et Meaume), qui ne paraîtront qu'après sa mort.

### Sort des cuivres de Callot
De nombreuses planches de cuivre gravées par Callot existent encore aujourd'hui. Il ne conserva pas les cuivres qu'il avait gravés à Florence lorsqu'il quitta la ville, ce qui l'amena par la suite à regraver un certain nombre de ces planches (La Foire de l'Impruneta, ou La Tentation de Saint-Antoine). La grande majorité des autres se trouvait chez Israël Henriet, son éditeur, lorsqu'il mourut. Ces planches furent ensuite partagées entre les neveux d'Henriet ; Israël Silvestre ajouta à sa part d'héritage celle de Jean Callot, le frère aîné de Jacques, ainsi qu'un lot racheté à la veuve de Callot, Catherine Kuttinger. Le tout passa ensuite à son gendre, M. de Logny, puis fut vendu à Fagnani. Ce marchand avait alors à l'époque 568 cuivres en sa possession, qu'il continuait à imprimer.
Après de multiples péripéties, 384 de ces cuivres furent finalement légués, en 1921, au Musée Lorrain. En juillet 2007, le Musée Lorrain disait détenir « 316 plaques de cuivre gravées par l'artiste, soit la presque totalité de celles connues à ce jour ».

## Apports techniques et stylistiques

### Innovations techniques

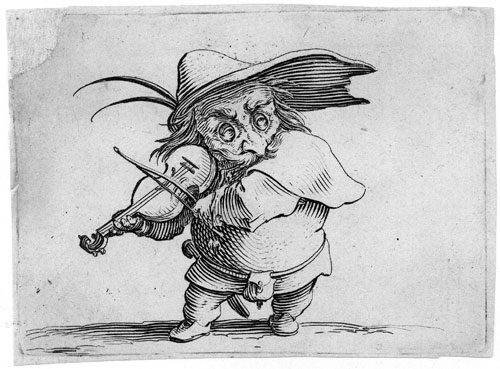
Jacques Callot : Les Gobbi - Le joueur de violon

Il apporta à la technique de l'eau-forte trois innovations essentielles pour les aquafortistes (utilisation du vernis dur, de l'échoppe, et des morsures multiples), qui furent largement diffusées en France et à l'étranger par les écrits d'Abraham Bosse.

Jacques Callot utilisera le vernis dur, emprunté aux luthiers de Florence et de Venise, à la place du vernis mol connu jusqu'alors. Citons à ce sujet Abraham Bosse, autre grand graveur de l'époque : 

« J'ay sceu par feu Monsieur Callot qu'on luy envoyoit son verny tout fait d'Italie, et qu'il s'y fait par les menuisiers, qui s'en servent pour vernir leurs bois; ils le nomment vernice grosso dà lignaioly; il m'en avait donné, dont je me suis servy longtemps. »

Voici la composition de ce vernis dur de Florence, tel que Callot l'utilisait, selon une recette meilleure que celle publiée ensuite par Abraham Bosse en 1645 : 

« Prenez un quarteron d'huile grasse bien claire et faite de bonne huile de lin, pareille à celle dont les peintres se servent : faites la chauffer dans un poêlon de terre vernissée et neuf ; ensuite, mettez-y un quarteron de mastic en larmes pulvérisé, et remuez bien le tout, jusqu'à ce qu'il soit fondu entièrement. Alors, passez toute la masse à travers un linge fin et propre, dans une bouteille de verre à large col, que vous boucherez exactement. »

Cette innovation fut essentielle : elle permit en effet aux aquafortistes de s'investir désormais sans crainte dans leur dessin. Félibien rapporte les multiples avantages que Jacques Callot trouvait en effet à ce vernis : il séchait et durcissait promptement, on était mieux assuré de ne pas le gâter, lorsqu'en travaillant, on venait à poser la main dessus, et enfin, il n'était pas nécessaire de tremper tout de suite la plaque dans l'eau-forte comme avec le vernis mol, et il devenait même possible d'attendre six mois ou un an s'il le fallait.
Jacques Callot utilisa l'échoppe couchée (au lieu de la pointe), un instrument qu'il emprunta aux orfèvres, dans le souci de pouvoir réaliser un trait plus dynamique, créant des effets « de pleins et de déliés » grâce au profil triangulaire de cet instrument. Il est clair que l'échoppe, et ses possibilités d'accentuer plus ou moins le trait, et de renforcer ainsi les ombres, était complémentaire de la « taille unique », puisque celle-ci abandonnait les hachures utilisées jusqu'alors pour le rendu des zones sombres.
La technique des « morsures successives » consiste à plonger la plaque de cuivre dans des bains d'acide successifs pour obtenir une morsure plus ou moins profonde du trait, et donc une profondeur différente de l'encrage. Ceci donne en particulier une forte sensation de profondeur de champ à l'image, dans laquelle les premiers plans feront appel à des tailles très fortement mordues. Les lointains, eux, feront appel à des traits fins et déliés, parfois à peine visibles, car ils auront été recouverts d'une couche protectrice après le passage dans le premier bain. Cette technique des bains successifs, que Callot utilisa, avec un fort impact visuel, plus qu'aucun autre aquafortiste avant lui, sera reprise par Rembrandt, avec d'ailleurs d'autres objectifs stylistiques.

### Apports stylistiques
Jacques Callot sera fort admiré par Félibien, mais aussi par Scudéry, ou encore Voiture, pour l'aptitude qu'il avait à représenter « une multitude de détails toujours lisibles, (...) des espaces vastes et profonds, et tout cela dans des formats réduits et souvent minuscules » ; mais aussi, « pour le caractère fantasque et fantastique de son génie ».
Pour conserver la lisibilité de ses eaux-fortes, Callot recourut à ce qu'il appelait la taille simple, ou la taille unique, par l'utilisation de traits parallèles, et non plus entrecroisés, ce qui donne plus de force à ses eaux-fortes, et de netteté au trait. L'idée d'une taille unique, par laquelle, nous dit Félibien, « il se proposa de ne faire souvent qu'un seul trait pour graver les figures, grossissant plus ou moins le trait avec (...) l'échoppe, sans se servir de hachures » lui vint de l'observation du pavé de la cathédrale de Sienne, fait par Duccio. Toujours selon Félibien en effet, Callot trouvait que cette manière de faire « dans les petites choses particulièrement, faisoit un bon effet, et les représentoit avec plus de netteté ».
Callot préféra très vite l'eau-forte au burin, d'une exécution trop lente pour son tempérament impatient. Mais il faut surtout y voir l'amour de Callot pour la caricature, ou plutôt, son sens de la vie et du mouvement, plus aisés à transcrire à l'eau-forte qu'au burin : quand on compare en effet une œuvre de Callot à un beau burin classique, on est frappé par le style plus conventionnel de la gravure au burin, et au contraire, par la vie qui anime, jusque dans ses plus petits détails, les eaux-fortes de Callot. La gravure Les apprêts du festin, dernière planche de la série Les Bohémiens, une eau-forte d'à peine 24 × 12 cm, en donne un exemple. Les petites scènes saisies sur le vif y sont nombreuses :
- une jeune mère est en train d'accoucher, entourée par deux femmes, pendant que la sage-femme récupère le nouveau-né, après avoir posé quelques instruments sur la pierre plate à côté d'elle ;
- un homme fait une sieste, calé sur une branche en haut d'un arbre, pendant qu'un autre défèque sur la branche inférieure ;
- une femme prépare un bouillon dans un grand seau sur le feu, pendant que deux autres font rôtir quatre poulets à la broche ;
- des soudards jouent aux cartes, pendant qu'une femme épouille la tête d'une autre ;
- un jeune homme prépare une biche, accrochée à un arbre, cependant qu'un chien se régale des viscères tombés au sol ;
- pendant que sa mère égorge une volaille, une petite fille l'aide à plumer les autres...

C'est ce sens inné de la « photographie instantanée » du monde qui l'entoure qui est l'une des caractéristiques de Callot. C'est lui également qui contribue à en faire le « miroir de son temps », y compris, le moment venu, lorsqu'il sera appliqué à des sujets autrement graves, tels que ceux inspirant Les Misères de la guerre.

### Influence de Jacques Callot
À l'instar d'un Rembrandt - qui collectionnait les estampes de Callot - Jacques Callot a eu une influence considérable sur l'histoire de l'eau-forte. Ses sujets, notamment ses scènes de guerre (Les Misères de la guerre), sont un témoignage très vivant de la cruauté de l'époque.

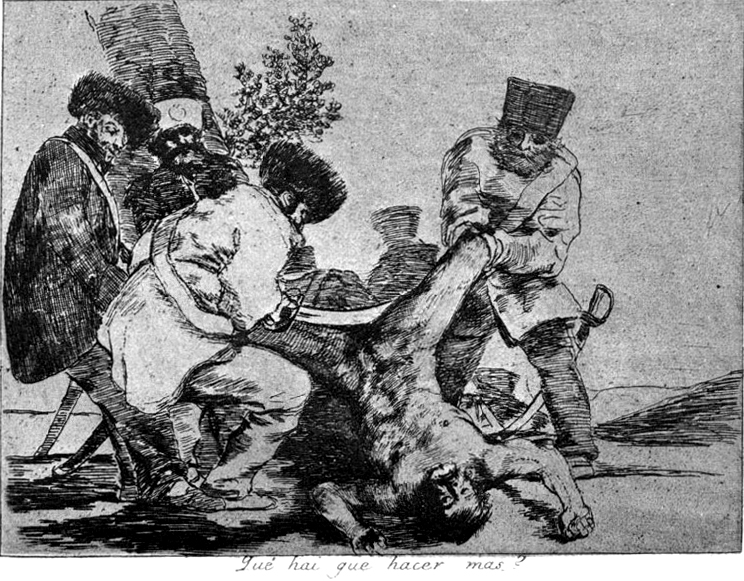
Goya : Les Désastres de la guerre - ¿Que hay que hacer más?

S'il n'eut pas d'élèves directs, il influença en revanche quelques grands artistes, des peintres en particulier, qui profitèrent de ses leçons, stylistiques ou, plus encore, techniques. On compte parmi eux des graveurs ou peintres tels que :
- Abraham Bosse[69] ;
- Rembrandt[70] ;
- Van Dyck[43] ;
- Claude Gellée[71] (Claude Lorrain).

D'autres artistes, sans peut-être pour autant avoir été directement influencés par Callot, ont suscité des comparaisons avec son style :
- Watteau, et son penchant pour la Commedia dell' Arte[72] ;
- Goya, que Théophile Gautier rapprocha de Callot dans un parallèle qui sera souvent repris[73], et dont la série « Les désastres de la guerre » ne peut manquer d'évoquer « Les misères de la guerre » de Callot.

C'est Abraham Bosse qui contribua à diffuser les innovations apportées par Callot (telles que l'utilisation du vernis dur et de l'échoppe), au travers de son ouvrage : Traicté des manières de graver en taille douce sur l'airain par le moyen des eaux-fortes, de 1645. Cet ouvrage connaîtra une large diffusion dans toute l'Europe, où il sera traduit en une dizaine de langues jusqu'au XIXe siècle.
À une époque où les graveurs copiaient les peintres, ce furent les peintres qui, dans un certain nombre de cas, copièrent l'œuvre de Callot. Ainsi, la Pinacothèque de Munich conserve un tableau de David Teniers le Jeune, qui est une copie de l'eau-forte de Callot La Foire de l'Impruneta. C'est d'ailleurs le fait que plusieurs gravures de Callot aient été copiées par des peintres qui a longtemps fait croire que c'est Callot lui-même qui avait peint quelques toiles.
Le peintre expressionniste français, Francis Gruber, fortement influencé par Jacques Callot, lui dédia un tableau intitulé Hommage à Jacques Callot en 1942.
Dans un domaine bien différent, Jacques Callot a également inspiré l'œuvre fantastique du romancier Ernst Theodor Amadeus Hoffmann, Princesse Brambilla. Un caprice dans la manière de Jacques Callot (en allemand, Prinzessin Brambilla. Ein Capriccio nach Jakob Callot), paru en 1820 à Berlin ; l'action narrative en est fondée sur les vingt-quatre gravures de l'artiste, intitulées les Balli di sfessania, dont huit figurent dans la plupart des éditions de l'ouvrage de Hoffmann.

## Callot et son temps

### L'environnement politique

Blason du duché de Lorraine

Blason du duché de Bar

La Lorraine compte, à l'époque de Callot, environ un million d'habitants. Composée des duchés de Lorraine et de Bar, elle est alors un État souverain, ayant depuis 1431 un prince unique, le duc de Lorraine. Celui-ci tient sa cour à Nancy, animée par les festivités, les visites d'ambassades et autres manifestations que l'on trouve dans une capitale, ce qui irrigue la ville d'une vie intellectuelle et artistique importante, et lui donne une ouverture sur le monde. Jacques Callot saura mettre à profit ces deux avantages offerts par Nancy.
Cependant, si la souveraineté du duché de Lorraine est entière, il en est autrement du duché de Bar : depuis le traité de Bruges de 1301, en effet, le Roi de France est suzerain de la partie du Bar située sur la rive gauche de la Meuse, appelée « Barrois mouvant » ; le duc de Lorraine a donc trois capitales : Nancy pour le duché de Lorraine (et qui est bien entendu sa capitale principale), Bar-le-Duc pour le « Barrois mouvant », et Saint-Mihiel enfin pour le « Barrois non mouvant ».
La politique extérieure de la Lorraine est donc un exercice délicat : c'est le « pays d'entre-deux », qui doit veiller à ses bonnes relations avec ses deux puissants voisins, le Royaume de France, et le Saint-Empire romain germanique.
Enfin, la carte politique de la Lorraine est compliquée par la religion : la Lorraine englobe en effet les Trois-Évêchés, qui sont les évêchés de Metz, Toul et Verdun, et qui, bien qu'appartenant nominalement encore au Saint-Empire, sont de facto sous la tutelle du Royaume de France depuis 1552.
Le début du XVIIe siècle est un moment de prospérité et d'expansion économique en Europe. Mais à partir de 1630, une série de catastrophes s'abattent sur la région : l'intervention suédoise dans la guerre de Trente Ans (en 1630) va se traduire par un durcissement de la guerre dont vont souffrir, non seulement l'Allemagne, mais aussi la Lorraine, passage obligé vers l'Est pour la France en cas de guerre. En 1630 également, la peste frappe durement la Lorraine ; Nancy est touchée, et Jean, le père de Jacques Callot, en meurt cette même année.
Enfin, alors que la tension politique et religieuse rend la situation dangereuse pour la Lorraine, les positions prises par Charles IV de Lorraine en faveur de l'Empire vont provoquer son invasion par la France. 
Louis XIII entre dans Nancy le 25 septembre 1633. C'est la fin d'un âge d'or, et la Lorraine restera occupée par les troupes françaises pendant 26 ans, jusqu'en 1659.

### Les arts

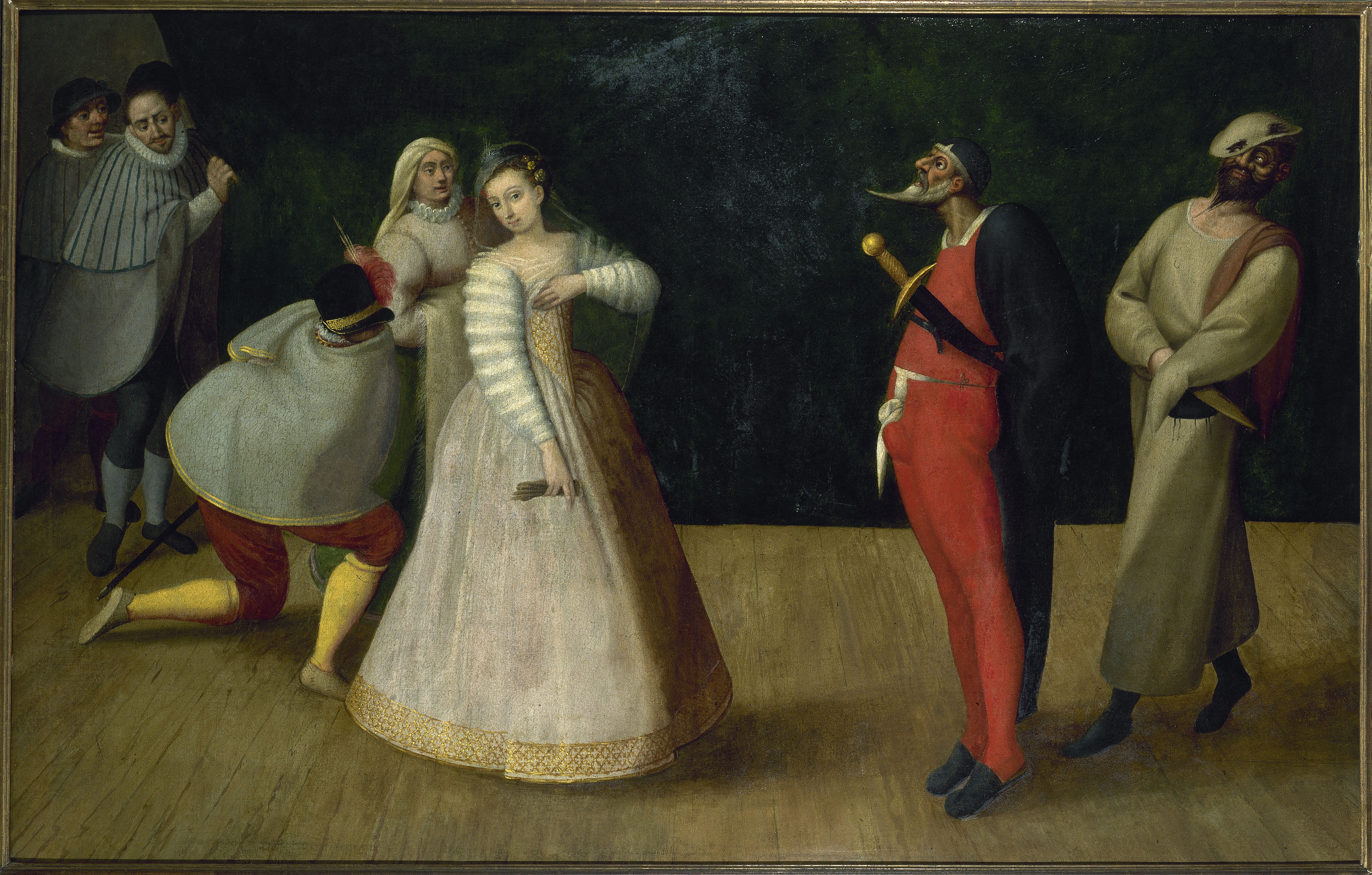
Peinture flamande de la fin du XVIe siècle : Troupe de la Commedia dell'arte.

Vers la fin du XVIe siècle, la Lorraine est un carrefour d'influences entre la Flandre, l'Allemagne, la France et l'Italie.
Appuyé sur son statut de pays souverain, qui attire de nombreux artistes à Nancy, elle est sensible à toutes ces influences, qui se traduisent dans le domaine de l'estampe par le grand nombre de graveurs que le duché compte alors : Callot bien sûr, mais aussi Jacques Bellange, Israël Henriet, Israël Silvestre, puis Claude Lorrain…
Pour ces graveurs, la tentation de l'Italie est entière. Car l'Italie est alors au sommet tant de sa réputation artistique que de sa puissance commerciale. La bataille de Lépante, en 1571, a repoussé pour un temps le péril turc, et Venise règne encore sur les mers.
Le XVIIe siècle verra cette prédominance s'effacer, devant l'avancée de l'Empire ottoman de 1645 à 1669, face au développement du commerce anglais et hollandais, et enfin à la suite des épidémies dévastatrices de peste, de 1626 à 1631, puis de 1650 à 1656 en Italie du nord.

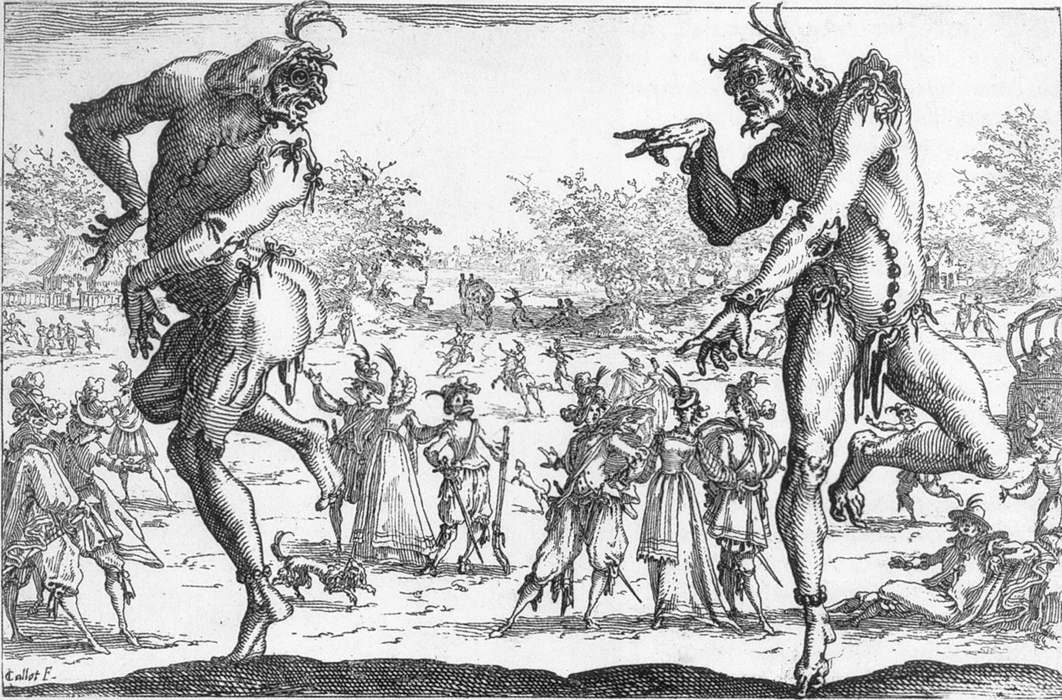
Gravure Les Deux Pantalons (1616).

Callot tirera de son expérience italienne, outre la maîtrise technique qu'il y acquiert, un sens de la caricature encore accru. Par exemple, les séries des Gobbi et des Balli, dessinés pendant sa période florentine, sont inspirées non seulement de la Commedia dell'arte, mais aussi du goût qu'avaient les Italiens pour les scènes grotesques : ainsi, à Florence, lorsque se déroulaient les joutes, le 6e jour de San Romolo, avait lieu une « joute des bossus » où se produisaient des bossus et des nains difformes. Les représentations de Zanni masqués, ou encore les dessins de caramogi (de petits nains grotesques) comme en dessinait Baccio del Bianco furent autant d'éléments qui contribuèrent à développer le sens de la caricature chez Callot.
En France, en revanche, Callot sera sensible à des influences bien différentes, qui permettent de mieux comprendre la genèse des Misères de la guerre.
La conception des Grandes Misères de la guerre, qui évoque la guerre de Trente Ans qui ravageait l'Europe depuis quinze ans déjà lorsque Callot publie son œuvre, est sans doute également liée aux influences littéraires qui s'exerçaient alors en France. Même si Callot a certainement été heureux de publier en 1633 une pareille critique de l'invasion de son pays, son propos initial était simplement de décrire la « dure vie du pauvre soldat », comme l'a dit son biographe Filippo Baldinucci, et non pas, comme on a pu l'écrire, de s'élever contre les ravages de la guerre en Lorraine même.
Pour comprendre ce qui a pu pousser Callot à graver de telles scènes d'horreur, il faut rapprocher cette série d'eaux-fortes de Callot d'une catégorie de livres qui connaissent alors un grand succès et qui témoignent d'un goût marqué pour le picaresque :
- Histoires tragiques de Matteo Bandello, en 1559, qui remporte un succès marqué et est traduit en français par François de Belleforest en 1566 ;
- Histoires tragiques de notre temps, de François de Rosset, en 1614 ;
- ou encore, Cruautés des hérétiques de notre temps : publié par R. Verstagen à Anvers, et illustré de planches gravées par les frères Wierix.

L'esprit du temps était donc déjà imprégné par le goût des histoires tragiques ; les ravages de la guerre de Trente Ans, qui éclate en 1618 et dévastera l'Europe, vont lui donner une dramatique actualité.

### La religion
La Lorraine de Callot était terre catholique, sur laquelle le protestantisme n'eut que très peu de prise.
Après la victoire des Impériaux contre les armées protestantes à la Montagne Blanche en 1620, Charles IV de Lorraine pense que le moment est venu de marquer la sincère adhésion de son pays au catholicisme : l'occasion était bonne aussi de renforcer encore les excellentes relations avec la papauté, et d'obtenir du pape Clément VII la création d'un siège épiscopal à Nancy même.
C'est le début d'un renforcement sensible de l'implantation catholique en Lorraine :
- les confréries se multiplient, passant de 8 confréries créées entre 1551 et 1600 à 17 confréries entre 1601 et 1650 (et 4 seulement entre 1501 et 1550) ;
- le nombre de miracles entre 1605 et 1626 explose, représentant 57 % de tous les miracles du XVIIe siècle ;
- les implantations monastiques se multiplient[86].

Callot de son côté fait partie de la confrérie mariale de l'Immaculée Conception. Il est en relation avec un ermite fort influent à Nancy de 1605 à sa mort en 1636, Pierre Séguin, un ancien Ligueur au service des Guise. Jacques Callot s'est engagé au service de la Réforme Catholique, et adhère au dogme de la Communion des saints rappelé solennellement par le Concile de Trente. On retrouvera ce mysticisme dans les 20 estampes des Mystères de la vie de Jésus et de la vie de la Sainte-Vierge, ainsi que dans les 27 planches de La vie de la Mère de Dieu représentée par emblesmes.
Ce poids de la vie religieuse dans la vie quotidienne, et l'importance que prenait la question alors que l'Europe était dévastée par une guerre de religion, contribuent à expliquer pourquoi l'œuvre religieuse de Callot est quantitativement si considérable, alors que c'est aujourd'hui son œuvre profane qui retient notre attention.

## Jacques Callot dans la peinture, la littérature et la musique
- Antoine van Dyck a peint un portrait de Jacques Callot qui fut gravé par Felice Polanzani en 1748.
- Paulette Choné, Renard-pèlerin : mémoires de Jacques Callot écrites par lui-même, Paris, Le Bruit du Temps, 2009. Dans cet essai, très documenté, Paulette Choné imagine Jacques Callot rédigeant ses mémoires, seul, alors qu'il sait la mort proche. Il s’adresse à l’aimée, sa confidente, et se souvient.
- En référence explicite aux Fantaisies à la manière de Callot de E.T.A. Hoffmann publiées en 1814-1815, le poète français Aloysius Bertrand (1807-1841) donnera comme sous-titre à son recueil de poèmes en prose Gaspard de la Nuit (publié en 1842) : Fantaisies à la manière de Rembrandt et de Callot. L'œuvre de E.T.A. Hoffman a inspiré au compositeur Robert Schumann les Fantasiestücke opus 12, 73, 88 et 111 (soit quatre compositions  pour piano, clarinette, violon et violoncelle), et celle d'Aloysius Bertrand a inspiré le Gaspard de la Nuit, également un cycle de pièces pour piano, au compositeur Maurice Ravel.
- Edmond Rostand fait référence à Jacques Callot dans Cyrano de Bergerac (1897), imaginant celui-ci comme « le plus fol spadassin » qu'aurait pu dessiner Callot, et utilisant, avec plus ou moins de bonheur, le nom du dessinateur pour rimer avec « falot ».

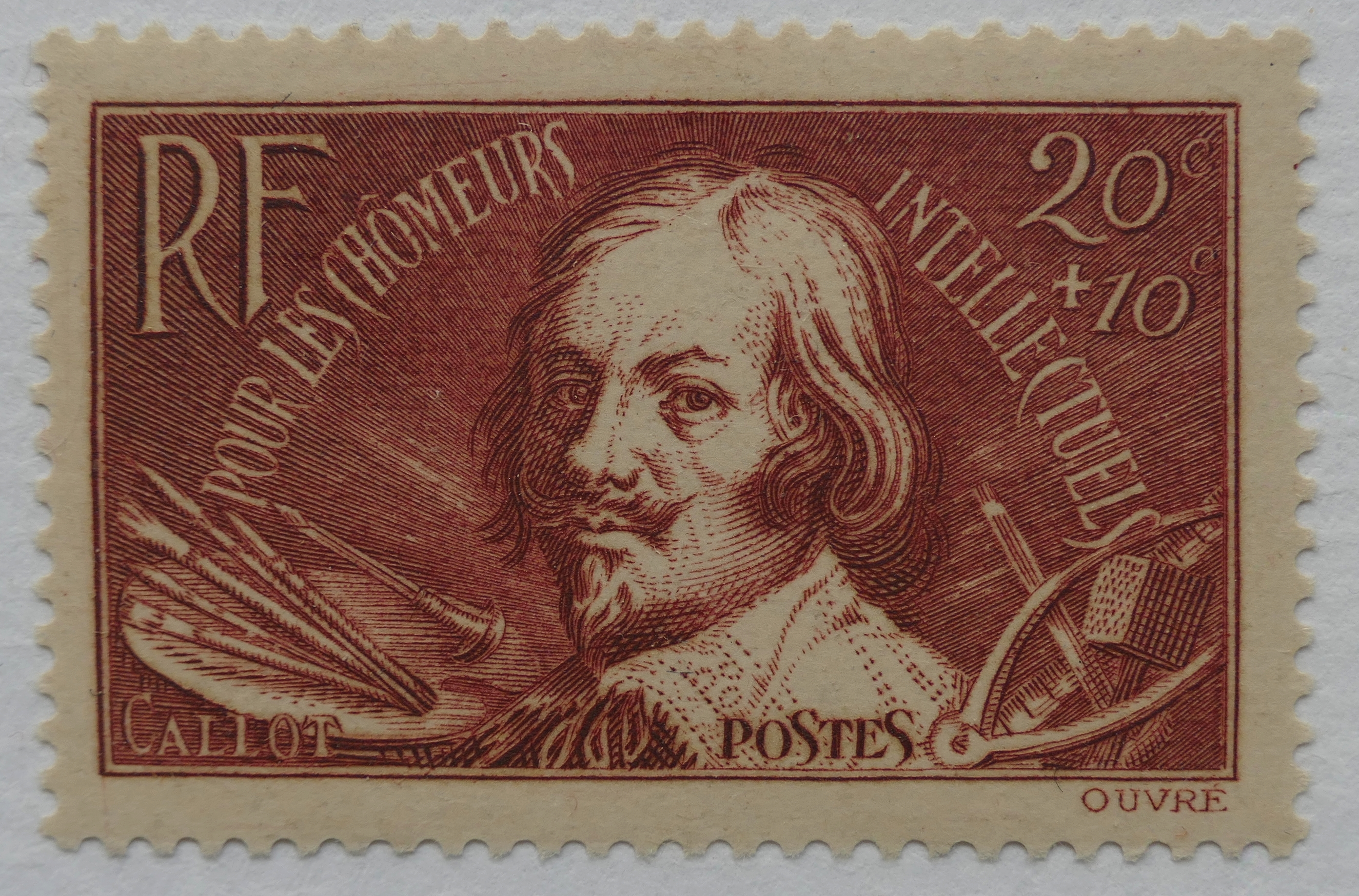
Timbre émis en France en 1936.

## Honneurs posthumes
- Paris a baptisé une rue à son nom ainsi que quelques autres villes en France. Nancy a également une rue Callot.
- En 1935, pour célébrer le tricentenaire de la mort du graveur Jacques Callot, La Poste française émet un timbre à son effigie[88], puis une nouvelle fois en 1936 et 1939 dans les séries  à  surtaxe Pour les chômeurs intellectuels[89].
- En 1962, le lycée public vandopérien est nommé lycée Jacques-Callot.
- En 1984 le peintre expressionniste Henri Déchanet a rendu un Hommage à Jacques Callot en inspirant son œuvre de la série d'eaux-fortes Les Grandes Misères de la guerre.